# Opel Olympia
Opel Olympia é um carro compacto produzido pela montadora alemã Opel de 1935 to 1940, de 1947 a 1953 e novamente de 1967 a 1970.
O Olympia 1935 foi o primeiro automóvel alemão produzido em massa com monocoque todo em aço. Esta tecnologia revolucionária reduziu a massa do carro em 180 kg (400 lb.) comparado com seu predecessor, o Opel 1,3 Liter. A produção do projeto de corpo único requereu novos materiais e métodos de produção. Solda ponto, tipos avançados de aço e novo layout de linha de produção foram alguns dos diversos avanços introduzidos pelo Olympia.
O carro foi apresentado a primeira vez em fevereiro no Show do Motor de Berlim 1935; a produção começou mais tarde naquele ano. O Olympia foi nomeado em antecipação dos Jogos Olímpicos de Verão de 1936. Antes da Segunda Guerra Mundial foi fabricado em duas versões. De 1935 a 1937 o Olympia tinha um motor de 1,3 litros. Para a versão OL38 feita de 1937 a 1940 este foi substituído por uma unidade de de 1,5 litros com válvulas no cabeçote.
Entre 1935 e a década de 1940 mais de 168 mil unidades foram construídas.

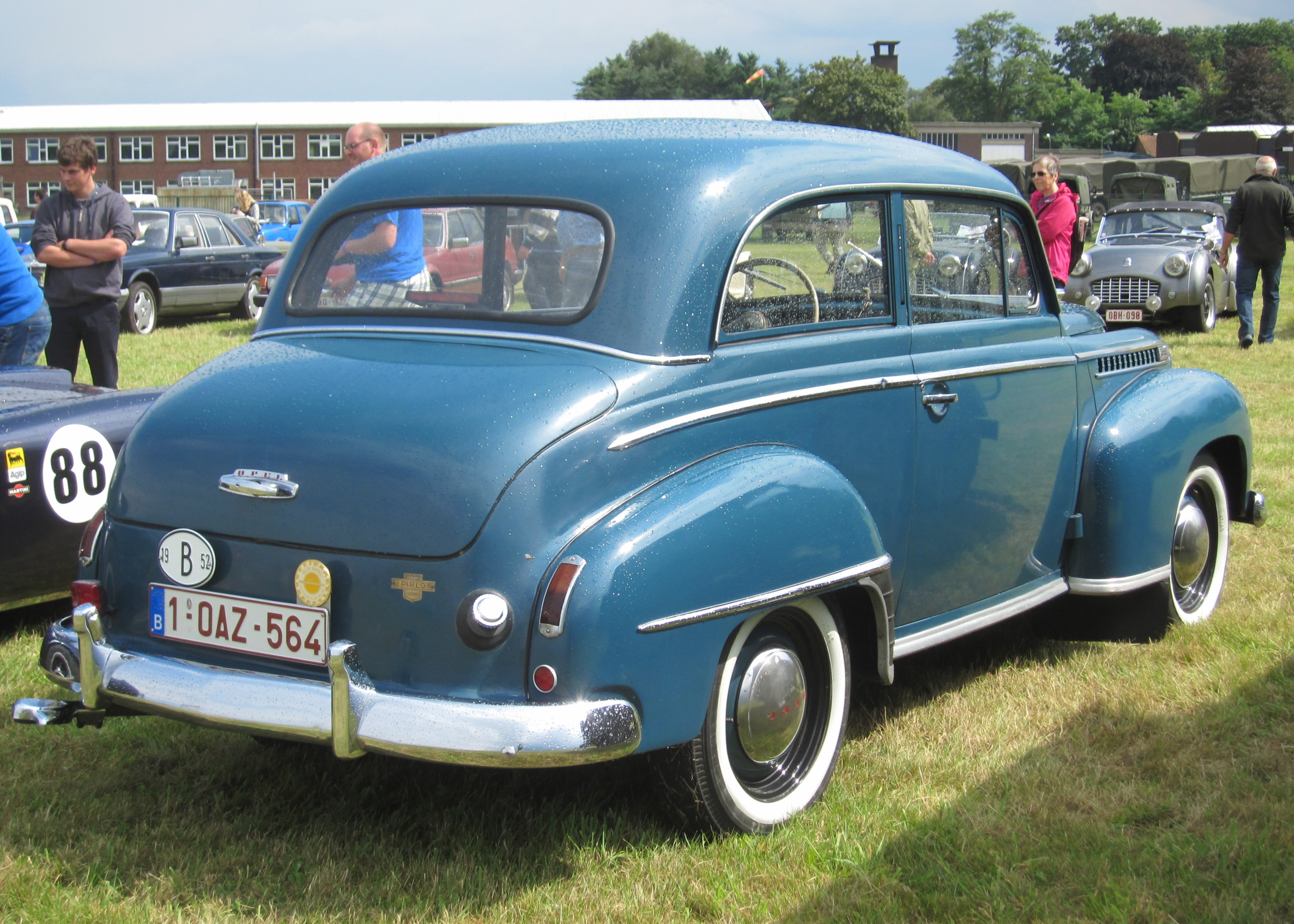
Opel Olympia Berline (saloon/sedan) 1952

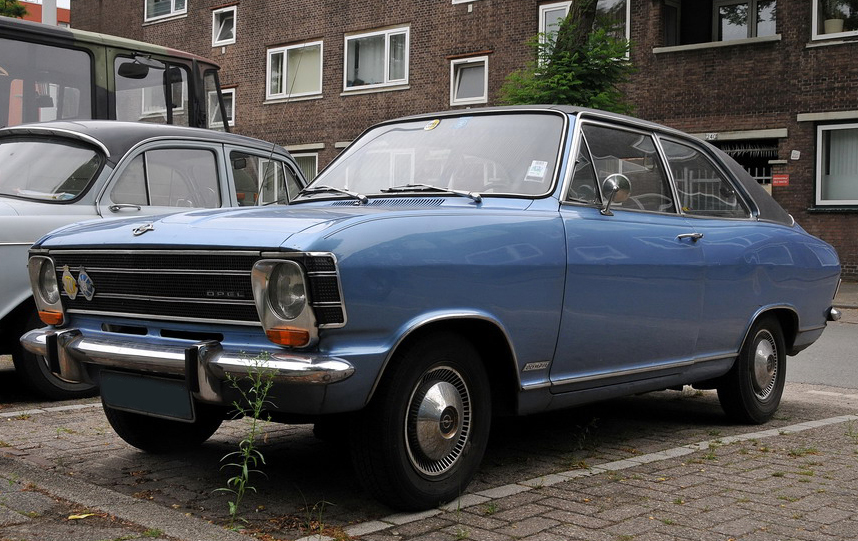
Opel Olympia A (1968)